# Auguste Chavard
Auguste Chavard, né le 6 juillet 1810 à Lyon et mort le 1er novembre 1885 à Paris, est un peintre français.

## Biographie
Auguste Charles Chavard est le fils de Nicolas Chavard, maitre d'écriture et Anthelmette Rey.
Élève d'Ingres, il expose au Salon de 1835 et 1838.
Il épouse Sarah Bernhard.
Il meurt à son domicile de l'avenue de Clichy, à l'âge de 75 ans. Il est inhumé au cimetière de Montmartre.

## Galerie

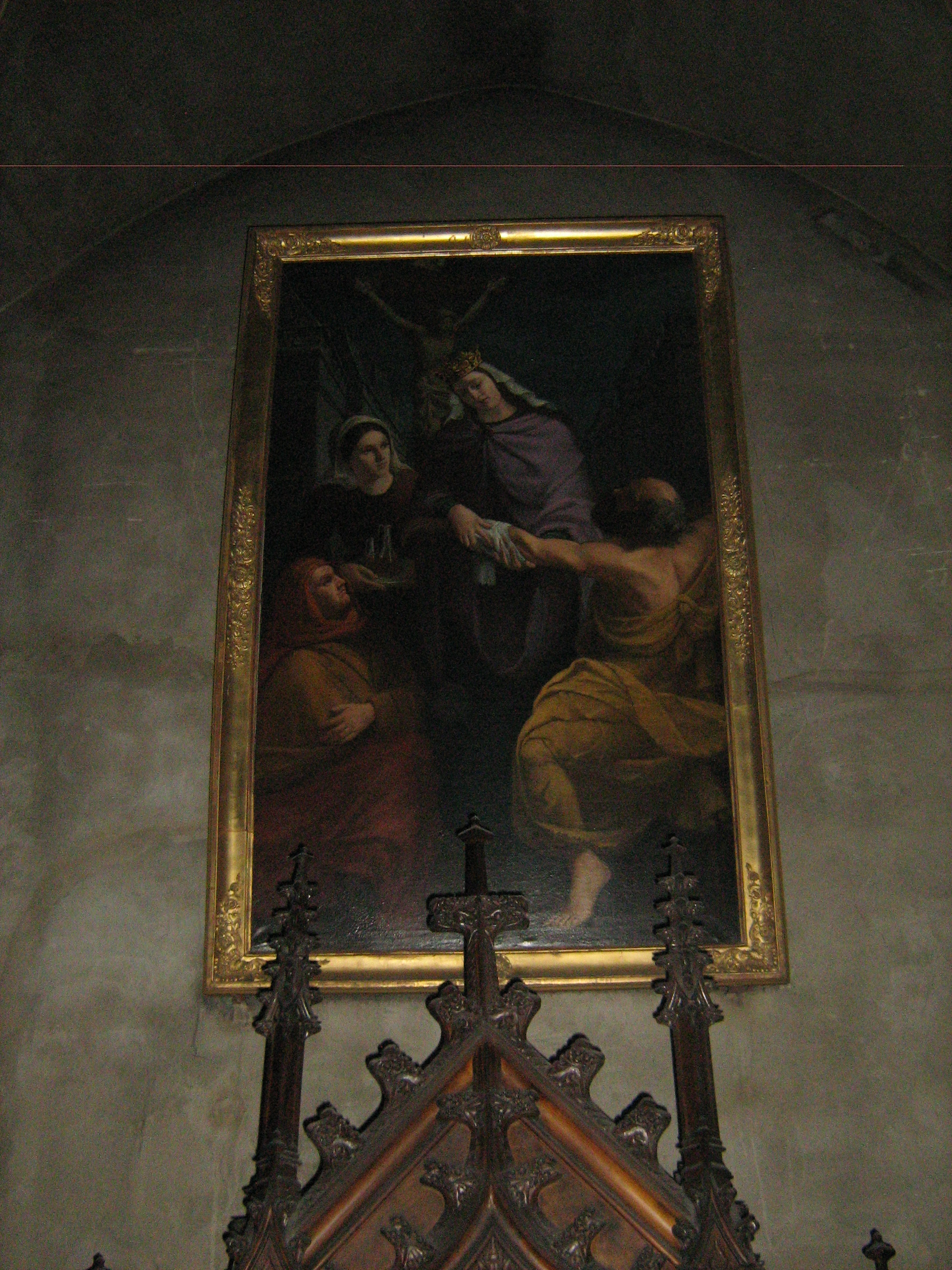
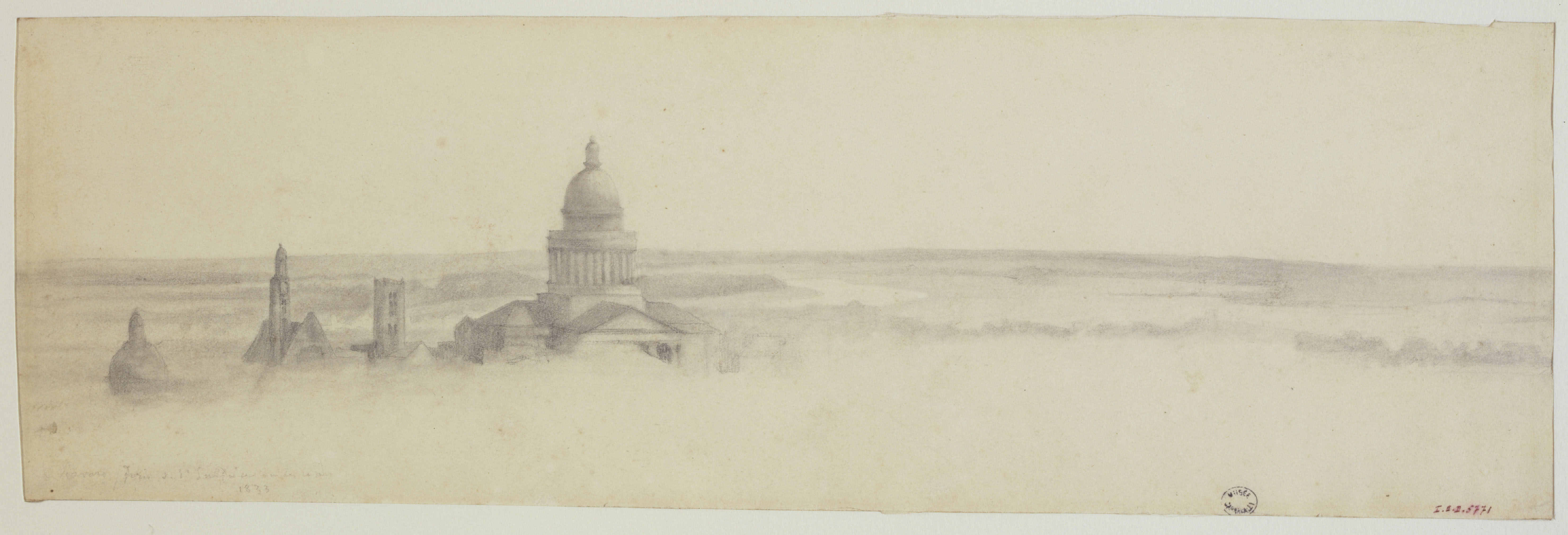
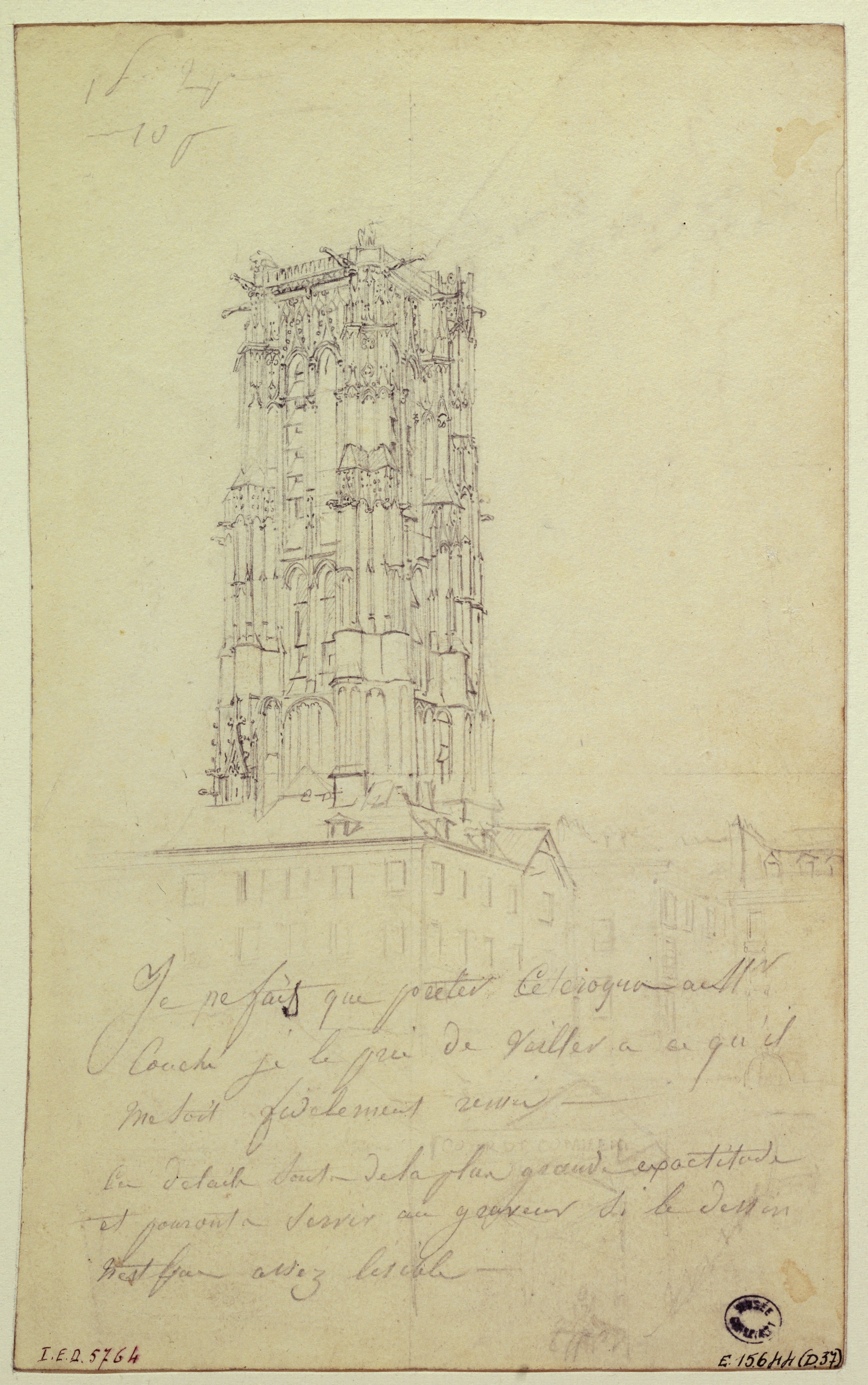